# 町野幸和
町野 幸和 （まちの ゆきかず、天正2年（1574年） - 正保4年6月26日（1647年7月28日））は、安土桃山時代の武将、江戸時代初期の旗本。町野幸仍（ゆきより）の子。妻は牧村利貞の娘のおなあ（のちの祖心尼）。斎藤利宗の三男の幸長を養子とした。養女に徳川家光の側室お振の方（自証院）。仮名は新三郎、通称長門守、官途玄蕃頭、玄蕃允。法名は道駕。

## 経歴
蒲生氏郷に仕え、小田原征伐、奥州仕置に従軍。氏郷が会津を領すると父とともに猪苗代城に入り、のち二本松城（天正18年（1590年）8月～慶長3年（1598年）3月）に入る。さらに蒲生家の転封に合わせて下野国真岡、陸奥国白河小峰城などへ移る。
慶長18年（1613年）に岡重政が失脚し、翌慶長19年（1614年）までに父・幸仍も仕置（家老）を辞任したために、玉井貞右と共に仕置に任じられた。同年6月14日、江戸幕府は会津藩主である蒲生忠郷が幼少であることと前年の岡の失脚を理由に町野・玉井の両仕置に5か条からなる条書を渡して家臣達に遵守させるように命じている。
元和2年（1616年）、幸和は蒲生郷喜、蒲生郷舎兄弟と争って訴訟となり、敗れた蒲生兄弟は藤堂高虎の下に出奔する。
その後、渡辺次郎右衛門という家臣が徳川秀忠に幸和を訴え出たのをきっかけに仕置を辞任する。『氏郷記』には元和8年（1622年）のこととするが、会津藩蒲生家の文書では元和6年（1620年）8月の段階で既に仕置の名簿から姿を消しており、仕置として名前が残る最後の文書が出た元和5年（1619年）11月から翌年8月の間の出来事と推測される。また、引き続き小峰城の城主の地位には留まっているため、失脚した訳では無い。なお、寛永元年（1624年）、幸和によって失脚させられた蒲生兄弟が復帰を許されている。
寛永4年（1627年）、蒲生忠郷が急死し、弟忠知による相続が認められたものの、64万石（忠知に与えられていた上山藩を含む）から伊予松山藩24万石に減封された。玉井貞右や蒲生兄弟らは松山に移ったが、幸和が浪人となって江戸に出た。寛永9年（1632年）5月、徳川家光に仕え、鉄砲頭になり同心50人を付けられ、甲斐国内に5000石を賜り、布衣の着用を許される。
妻のおなあ（牧村利貞の娘）との間に娘がおり、この娘が岡吉右衛門に嫁いで生まれたのが徳川家光の側室となったお振の方である。